# Trochidrobia
Trochidrobia là một chi động vật chân bụng thuộc họ Hydrobiidae. 
Chi này có các loài sau:
- Trochidrobia inflata
- Trochidrobia minuta
- Trochidrobia punicea
- Trochidrobia smithi